# Pissing Razors
I Pissing Razors sono una band groove metal nata nel 1994 a El Paso, Texas.

## Storia
Il nome viene dal cantante originale della band, dopo essere stato in una casa chiusa gli fu diagnosticata la gonorrea e disse che era come se stesse "pisciando rasoi" (pissing razors).
La band ha avuto alcuni cambi di formazione, della formazione originaria sono rimasti solo il bassista e il batterista.
Attualmente non si conosce lo stato della band, secondo il frontman degli Skinlab (amico della band), ci dovrà essere una riunione.

## Formazione

### Formazione attuale
- Andre Acosta - voce
- Rick Valles - basso
- Eddy Garcia - chitarra

### Ex componenti
- Jason Bragg - voce
- Joe Rodriguez - voce
- Cesar Soto - chitarra
- Matt Lynch - chitarra
- Matt Difabio - chitarra

Timeline

## Discografia
- 1996 - Psycho Punko Metal Groove
- 1998 - Pissing Razors
- 1999 - Cast Down The Plague
- 2000 - Fields of Disbelief
- 2001 - Where We Come From
- 2002 - Live In The Devil's Triangle
- 2003 - Evolution